# Maira Liguori
Maira Liguori es una periodista, publicista y activista brasileña, que en 2017 fue incluida en la lista BBC de las 100 mujeres más relevantes del mundo.

## Trayectoria
Liguori nació en Brasil. Como activista, se convirtió en directora de Think Olga, filial brasileña de la empresa de consultoría de innovación social Think Eva, una organización no gubernamental orientada al empoderamiento de las mujeres a través de la información para conseguir la igualdad de género.

## Reconocimientos
Liguori recibió el León de Plata en Cannes (2021) por su trabajo en la ONG, fue dos veces ganadora del premio WEPs de ONU Mujeres así como finalista del Premio Caboré (2021). Liguori fue incluida en la lista BBC 100 Mujeres de 2017, y ese mismo año la plataforma Meio & Mensagem la eligió como una de las personas que están transformando el sector de las comunicaciones.